# Jacksonville SLAM
I Jacksonville SLAM sono stati una società di pallacanestro statunitense con sede a Jacksonville, in Florida.
Vennero fondati dalla PBL nel febbraio del 2008 per colmare il vuoto lasciato dal fallimento dei Jacksonville JAM. Terminarono il campionato dei JAM, ereditando il loro record. Scomparvero al termine della stagione.

## Stagioni
| Stagione | Lega | Denominazione     | V | P  | %    | Piazzamento | Play-off    |
| -------- | ---- | ----------------- | - | -- | ---- | ----------- | ----------- |
| 2008     | PBL  | Jacksonville SLAM | 8 | 12 | 40,0 | 4º          | Primo turno |